# 国連国際学校ハノイ校
国連国際学校ハノイ校 (こくれんこくさいがっこうハノイいこう、英語: United Nations International School of Hanoi)、通称UNIS Hanoi、UNISはベトナム社会主義共和国ハノイ市に存在するインターナショナルスクールである。

## 概要
同校は私立学校であり、かつ非営利組織である。1988年に国連開発計画ベトナム (UNDP)の一環として、同国に駐在する国連職員の子供達に教育を提供する場として設立された。現在ではハノイに滞在する外交官、ビジネスマン、その他の外国人、そして現地人の富裕層の子供達が通う学校となっている。生徒は幼稚園生から高校生まで在籍しており、11年生と12年生はIB Diploma(国際バカロレア資格)を学ぶことができる。

## 生徒・クラス
UNISでは2016年10月現在、66の国籍からなる1124人の生徒が在籍している。 同校は、生徒全体の中で1つ国籍が20%を超えないように維持しており、そのため学校内では国際的で文化多様的な環境が造られている。
UNISでは、27カ国からなる教師が在籍しており、その内88%はイギリス、アメリカ合衆国、オーストラリア、ニュージーランド、アイルランド、カナダ国籍を保有している。また、主にクラスは各生徒の成績を考慮した上で1学年につき4クラスに分けられ、16人から22人で成っている。